# Арифа
Арифа (фр. Arifat) насеље је и општина у јужној Француској у региону Миди Пирене, у департману Тарн која припада префектури Кастр.
По подацима из 2011. године у општини је живело 153 становника, а густина насељености је износила 7,54 становника/km². Општина се простире на површини од 20,28 km². Налази се на средњој надморској висини од 430 метара (максималној 583 m, а минималној 267 m).

## Демографија
| 1962. | 1968. | 1975. | 1982. | 1990. | 1999. | 2011. |
| ----- | ----- | ----- | ----- | ----- | ----- | ----- |
| 182   | 215   | 195   | 201   | 171   | 158   | 153   |

График промене броја становника у току последњих година